# 닉 브랙스
닉 브랙스(Nick Bracks, 1987년 3월 5일 ~ )는 오스트레일리아의 남자 모델이다. 빅토리아 주 수상 스티브 브랙스의 아들이기도 하다. 2011년 《댄싱 위드 더 스타스》 11번째 시즌에 참가하기도 하였으며, 2013년에는 《셀리브리티 스풀래시》에도 참가했다.